# Шаран (Башкортостан)
Шаран (баш. Шаран) — село в Шаранском районе Башкортостана. Административный центр района и Шаранского сельсовета.
Расположено на западе республики в месте слияния рек Сюнь и Шаран.

## Этимология
Название поселение произошло от одноименной реки Шаран, которая в свою очередь восходит к башкирскому слову шар в значении «болото, болотистое место», либо происходит от башкирского название рыбы сазан — шаран.

## История села

### Архангельский медеплавильный завод
Завод был основан Григорием Семёновичем Красильниковым на реке Шаран, на землях, купленных у башкир деревни Кыр-Иланской волости Казанской дороги. Завод действовал в 1754—1795 годах.

## Население
| 1939 | 1959  | 1970  | 1979  | 1989  | 2002  | 2009  | 2010  | 2021  |
| ---- | ----- | ----- | ----- | ----- | ----- | ----- | ----- | ----- |
| 3085 | ↘2563 | ↘2545 | ↗3386 | ↗4600 | ↗5544 | ↘5539 | ↗5929 | ↗6022 |

### Национальный состав
Согласно переписи 2002 года, преобладающие национальности — татары (44,2 %), русские (23,7 %), марийцы (13,2 %), башкиры (11,4 %).
Согласно переписи 2020 года, преобладающие национальности — татары (43,5 %), русские (22,4 %), марийцы (15,1 %), башкиры (10,2 %).

## Религия
Мечети
- Мечеть Ихсан

Православные храмы
- Церковь Архангела Михаила